# Metatemnus superior
Metatemnus superior är en spindeldjursart som beskrevs av William B. Muchmore 1972. Metatemnus superior ingår i släktet Metatemnus och familjen Atemnidae. Inga underarter finns listade i Catalogue of Life.